# Iarna pe uliță
Iarna pe uliță este o poezie scrisă de George Coșbuc, înfățișând un tablou expresiv al unui sat acoperit de plapuma groasă a zăpezii. Numeroasele figuri de stil conferă textului expresivitatea și originalitatea stilului specific poetului.